# CA Círculo Mercantil
CA Círculo Mercantil – hiszpański klub szachowy z siedzibą w Sewilli.

## Historia
Sekcja szachowa przy Círculo Mercantil powstała w 1874 roku. Od około 1940 roku zawodnikiem klubu był późniejszy mistrz Andaluzji i reprezentant Hiszpanii, Leonardo García Junco. W 1979 roku klub wygrał Segunda División i awansował do Primera División. W sezonie 1980 CA Círculo Mercantil zajął szóste miejsce w lidze. W kolejnym roku zespół był trzeci w mistrzostwach Hiszpanii, za Vulką Barcelona i UGA Barcelona. W składzie drużyny znajdowali się wówczas Manuel Rivas Pastor, Ricardo Montecatine Ríos, Leonardo García Junco, Eduardo Niehus Hiller i Juan José Lasarte Salas. W sezonie 1982 klub nie przystąpił do rozgrywek pierwszej ligi.